# Akademijin most
Akademijin most (talijanski jezik Ponte dell'Accademia) je jedan od četiri mosta koji premošćuju Kanal Grande u Veneciji, Italija. To je najjužniji venecijanski most koji povezuje sestiere San Marco i Dorsoduro i omogućuje pristup Akademijinoj Galeriji.

## Povijest
Za posljednjih 18 godina austrijske marionetske tvorevine Kraljevstva Lombardija-Venecija (1848. – 1866.) zbile su se značajne urbanističke promjene u Veneciji. Punih 300 godina Ponte di Rialto je bio jedini most koji je premošćivao Canal Grande. Upravo tad iskrsla je potreba da se naprave novi mostovi preko kanala, jedan prema novom Željezničkom kolodvoru Santa Lucia i drugi prema jugu prema Galeriji Akademije.
Venecijanski arhitekt Giuseppe Salvadori je još 1838. predlagao različita rješenja, čak i izgradnju tunela, sve zbog toga da se ne ugrozi plovidba žilom kucavicom grada. Nakon neuspjelog ustanka protiv austrijske vlasti 1848. austrijski inženjer Alfred Neville projektirao je 1852. jedan jednostavni lučni željezni most od 50 metara.
Taj most nazvan po obližnjoj crkvi Ponte della Carità (Most Milosrđa) u koju se uselila Akademija, ubrzo je napravljen i svečano otvoren za promet 20. studenog 1854.
Neville je sličan most napravio i kod željezničkog kolodvora. Ti njegovi ravni industrijski mostovi nikako se nisu svidjeli Venecijancima, a imali su i jednu manu, visinu od svega 4 metra, tako da su otežavali promet po kanalu. Za razdoblja fašizma most je već korodirao, a pokazivao je i statičke probleme. Tad je napravljen natječaj za novi kameni most na kojem su pobijedili arhitekti Torres i Briazza.Umjesto njihovog podignut je za svega 37 dana provizorni drveni most arhitekta Eugenia Miozzija i otvoren za javnost 15. veljačea 1933.
Temeljna obnova tog mosta napravljena je 1986. Tada su umjesto drva umetnuti čelični dijelovi na nosivoj konstrukciji mosta. 

## Vanjske poveznice
|  | Zajednički poslužitelj ima još gradiva o temi Ponte dell'Accademia |

- Accademia Bridge (engl.)
- Ponte dell'Accademia (Ponti di Venezia) (tal.)